# نینجا (استریمر)
ریچارد تیلور بلوینس (به انگلیسی: Richard Tyler Blevins) (زاده ۵ ژوئن، ۱۹۹۱) که با نام مستعار نینجا (Ninja) شناخته می‌شود، (پیش‌تر با نام NinjasHyper)، ستاره اینترنتی، استریمر، یوتیوبر و بازیکن حرفه‌ای آمریکایی است.
بلویس کار خود را از راه شرکت در چندین تیم ورزش الکترونیک در رشته Halo 3 آغاز کرد؛ اما محبوبیت وی در سال ۲۰۱۷ با استریم بازی فورتنایت بتل رویال، افزایش یافت، و هنگامی که فورتنایت در اوایل سال ۲۰۱۸ به شهرت بالایی رسید، محبوبیت بلویس افزایش یافت ولی بعد از بازی با یکی از پلیر های تازه کار با نام کاربری rshsey در سال 2020 که تازه به این بازی ورود پیدا کرده بود نینجا نتوانست این بازیکن ماهر ولی تازه کار را شکست دهد و هواداران او ناامید شدن و بلویس سراغ بازی ولورنت رفت و توانست در ان بازی موفق باشد و کاربر rshseyکه با نام روشا شناخته می شود اکنون یکی از بهترین بازیکنان فورتنایت است اما هنوز او مانند نینجا مشهور نشده است.
پیش از خارج شدن از وبسایت توییچ و حرکت به سمت میکسر در تاریخ اول اوت سال ۲۰۱۹، بلوینس بیش از ۱۴ میلیون دنبال کننده داشت توییچ بود.

## اوایل زندگی
ریچارد تایلر بلوینز در ۵ ژوئن ۱۹۹۱ در والدین آمریکایی‌تبار ولزی متولد شد. اگرچه در منطقه دیترویت ایالت میشیگان متولد شد، هنگامی که یک ساله بود، به همراه خانواده خود به حومه شیکاگو نقل مکان کرد. جوانی وی در حومه شیکاگو با بازی‌های ویدئویی و ورزش گذشت. او در دبیرستان مرکزی گرایسلاک، درس می‌خواند و به ورزش علاقه داشت و در آن شرکت می‌کرد و همچنین بازیکن مشتاق بازی ویدیویی بود.
پس از فارغ‌التحصیلی، او تصمیم گرفت که بازی‌های ویدئویی را به صورت حرفه ای انجام دهد، وارد مسابقات الکترونیکی شود، و به تیم‌های حرفه ای بپیوندد و بازی‌های مورد علاقه اش را استریم کند.

## حرفه

#### ورزش های الکترونیکی
بلوینس در 2009 به صورت حرفه‌ای به بازی هیلو 3 پرداخت. او برای شرکت های متعددی مانند کلود9، رنگیدز، تیم لیکویید، و آخرین آنها لیموناسیتی گیمینگ بازی نمود.

#### فعالیت های خیریه
در جریان جمع آوری کمک های مالی که در فوریه 2018 برگزار شد، بلوینس بیش از 110،000 دلار برای اهدا به صندوق بنیاد آمریکایی پیشگیری از خودکشی جمع کرد.
در جریان اولین رویداد مسابقات فورتنایت در آوریل 2018، بلوینس نزدیک به 50 هزار دلار به خیریه اهدا کرد که 2500 دلار آن به انجمن آلزایمر تعلق گرفت.
بعداً در ماه آوریل 2018 در مراسم E3، او با همکاری دکتر لوپو و تیم د تت من در رویداد کلیپ‌هایی برای کودکان شرکت کرد و در کل به جمع آوری بیش از 340،000 دلار کمک کرد. بلوینس به همراه مارشملو برنده رویداد فورتنایت پرو-ای‌ام شدند که در نهایت منجر به اهدای جایزه 1 میلیون دلاری به یک موسسه خیریه به انتخاب آنها شدند.

## نقص جسمانی
چشم راست او کور است و به گفته خودش هنگامی که داشته بازی سرنوشت را انجام می‌داده شبکیه چشمش جدا می‌شود و پس از جراحی‌های طاقت فرسا، او چندین عمل آب مروارید انجام می‌دهد. او می‌توانست به‌طور کامل نابینا شود.

## فیلم‌شناسی
| سال      | عنوان    | نقش  | یادداشت   | منبع   |
| -------- | -------- | ---- | --------- | ------ |
| سال ۲۰۲۰ | مرد آزاد | خودش | پیش تولید | [ ۱۳ ] |

## جوایز و نامزدها
| سال      | جایزه مراسم          | دسته‌بندی              | نتیجه | منبع   |
| -------- | -------------------- | --------------------- | ----- | ------ |
| ۲۰۱۸     | Streamy Awards       | سازنده برک آوت        | نامزد | [ ۱۴ ] |
| ۲۰۱۸     | Streamy Awards       | محتواساز سال          | نامزد | [ ۱۴ ] |
| ۲۰۱۸     | Streamy Awards       | گیمینگ                | برنده | [ ۱۴ ] |
| ۲۰۱۸     | Streamy Awards       | استریم                | برنده | [ ۱۴ ] |
| ۲۰۱۸     | Esports Awards       | بازیکن الکترونیکی سال | برنده | [ ۱۵ ] |
| ۲۰۱۸     | The Game Awards 2018 | محتواساز سال          | برنده | [ ۱۶ ] |
| ۲۰۱۹     | Shorty Awards        | توییچ استریمر سال     | برنده | [ ۱۷ ] |
| ۲۰۱۹     | Streamy Awards       | محتواساز سال          | نامزد | [ ۱۸ ] |
| ۲۰۱۹     | Streamy Awards       | استریم                | برنده | [ ۱۸ ] |
| سال ۲۰۲۰ | Kids' Choice Awards  | گیمر مورد علاقه       | برنده | [ ۱۹ ] |